# Myrskimmerspindel
Myrskimmerspindel (Micaria formicaria) är en spindelart som först beskrevs av Carl Jakob Sundevall 1831.  Myrskimmerspindel ingår i släktet Micaria och familjen plattbuksspindlar. Enligt den finländska rödlistan är arten nära hotad i Finland. Arten är reproducerande i Sverige. Artens livsmiljö är torra gräsmarker. Inga underarter finns listade i Catalogue of Life.